# Pleiomeris canariensis
Pleiomeris canariensis là một loài thực vật thuộc họ Myrsinaceae. Đây là loài đặc hữu của Tây Ban Nha.

## Hình ảnh

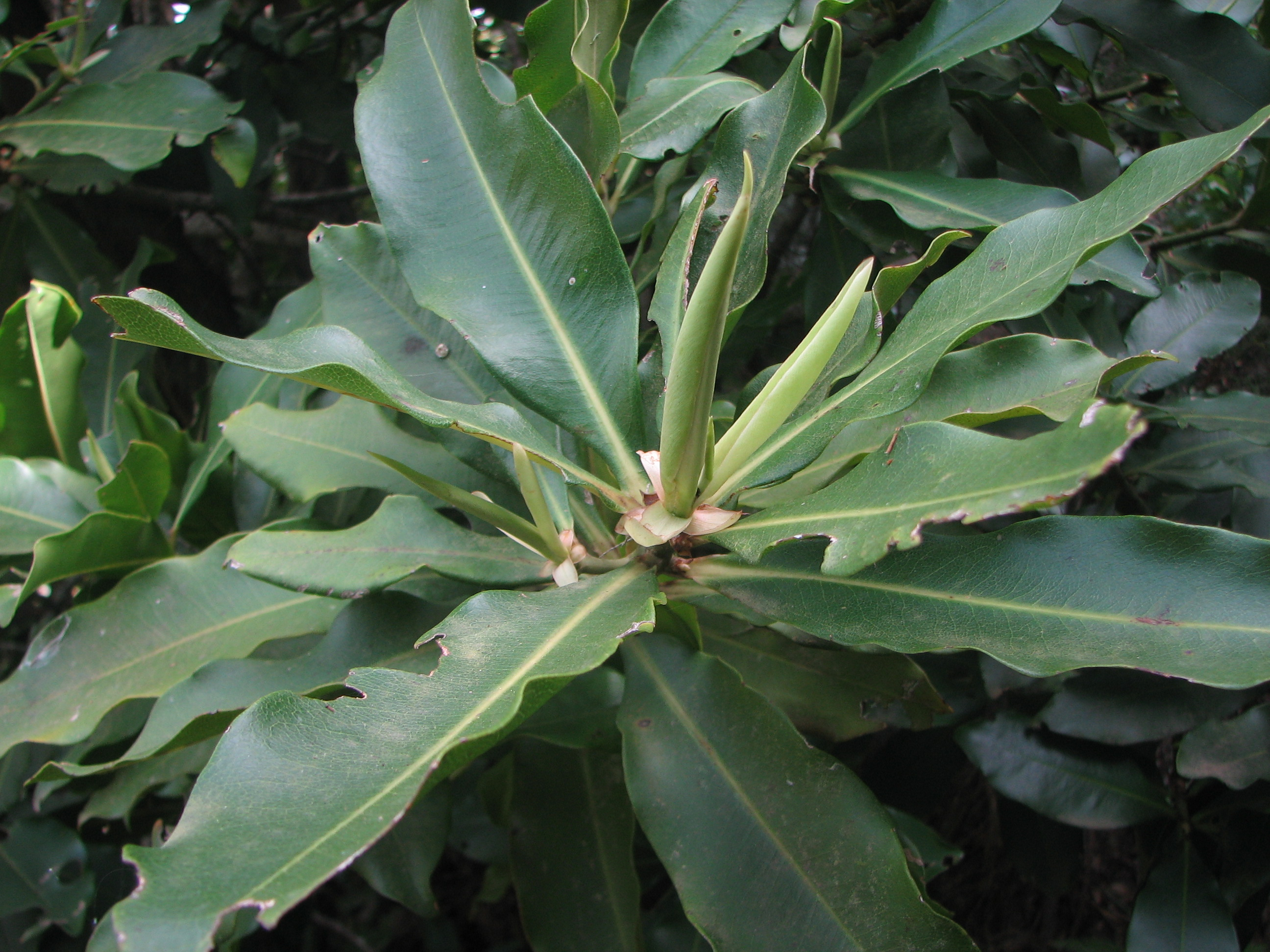